# Havelberg
Havelberg là một thị xã thuộc huyện Stendal, bang Sachsen-Anhalt, Đức. Đô thị Havelberg có diện tích 149,13 km², dân số thời điểm ngày 31 tháng 12 năm 2006 là 7477 người. Đô thị Havelberg nằm bên sông Havel, một phần của thị xã được xây dựng trên cù lao ở giữa sông. Cả hai khu vực được hợp nhất thành một thị xã năm 1875. 